# Butla Woulfe’a

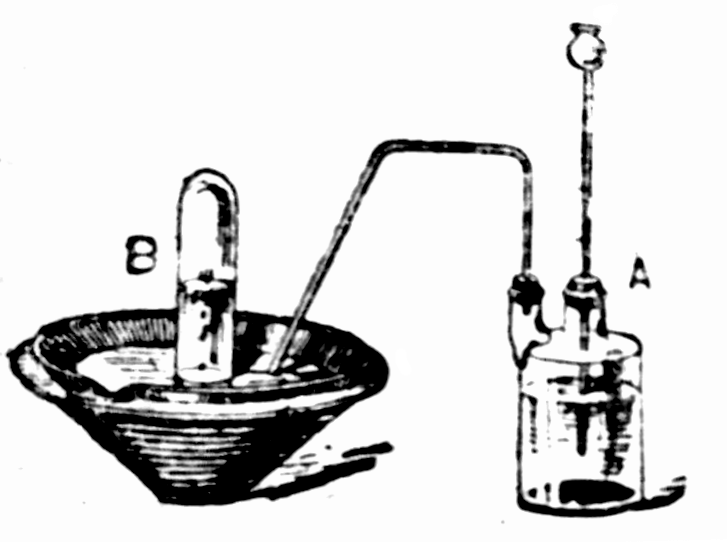
Butla Woulfe’a (oznaczona jako „A”) użyta w wytwornicy wodoru metodą zalewania żelaznych opiłków kwasem

Butla Woulfe’a (butla bąbelkowa) – naczynie laboratoryjne opracowane przez irlandzkiego chemika Petera Woulfe’a w 1766 lub 1767 roku. W najprostszej wersji jest to butla (np. kolba) zatkana korkiem, przez który do wnętrza wsunięte są dwie rurki: jedna sięga prawie dna naczynia, druga sięga niewiele poza korek. Wypełnienie naczynia wodą (lub inną cieczą) mniej więcej do połowy powoduje, że wylot dłuższej rurki jest zanurzony, a krótszej – wynurzony. Wtłaczanie powietrza (lub innego gazu) przez tę pierwszą rurkę powoduje powstawanie „bąbelków” tego gazu w cieczy wypełniającą butlę, drugą rurką gaz uchodzi z butli.
Przepuszczanie gazu przez ciecz umożliwia oczyszczanie tego gazu z zanieczyszczeń, które rozpuszczają się w cieczy, może być też metodą doprowadzenia do absorpcji gazu przez ciecz. Butla Woulfe’a może być także wykorzystywana do kontrolowania przepływu gazu: zliczanie liczby bąbelków w jednostce czasu może być dostatecznie dokładną miarą tego przepływu (zależną od średnicy rurki i w mniejszym stopniu od tego, jaki gaz i jaka ciecz znajdują się w naczyniu).
Butle Woulfe’a wykonywane są także w wariantach z dwiema lub trzema szyjkami, a także z wylewem spustowym zamykanym kranikiem w dolnej części butli.

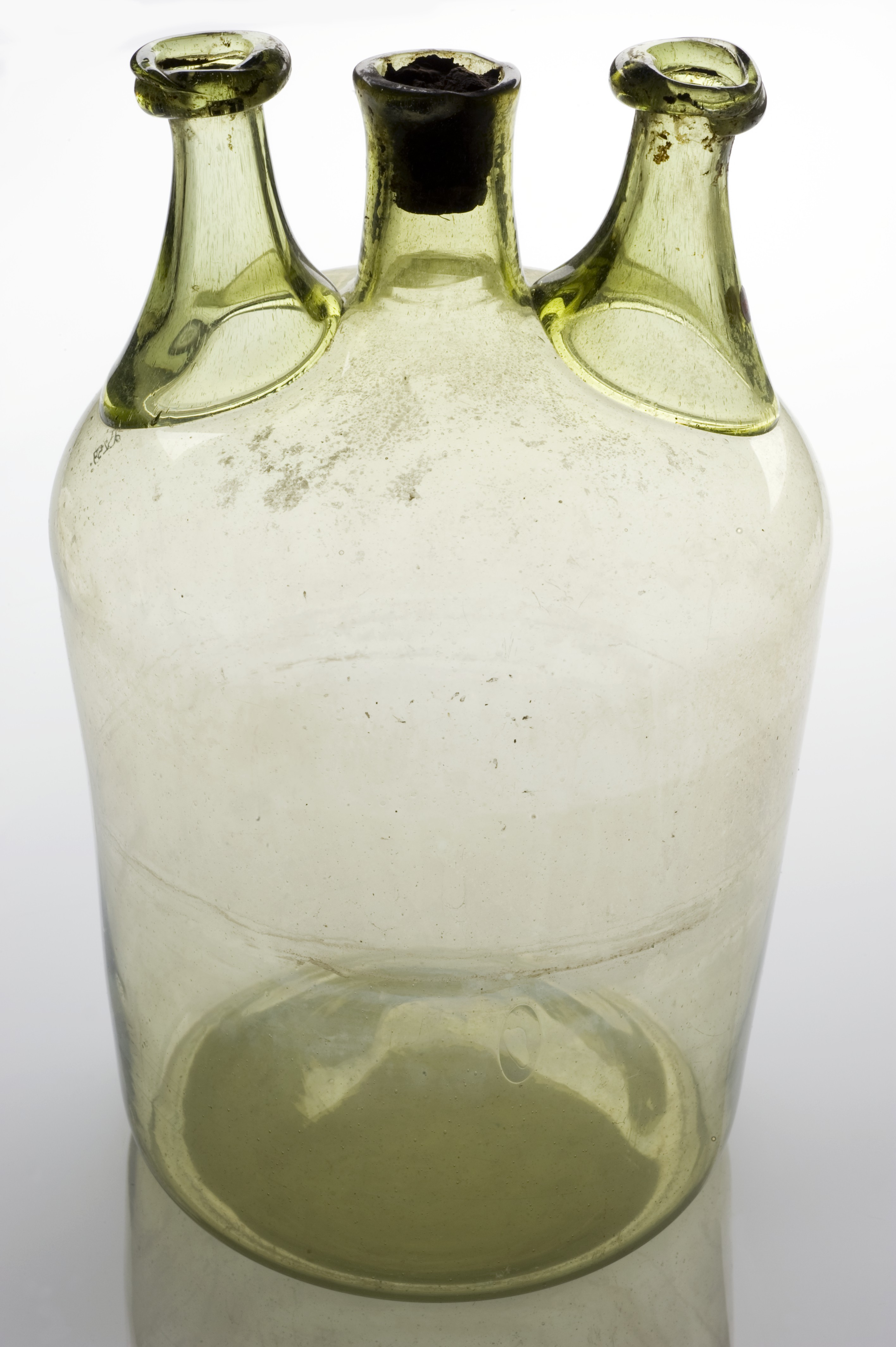
Butla Woulfe’a z drugiej połowy XIX w.
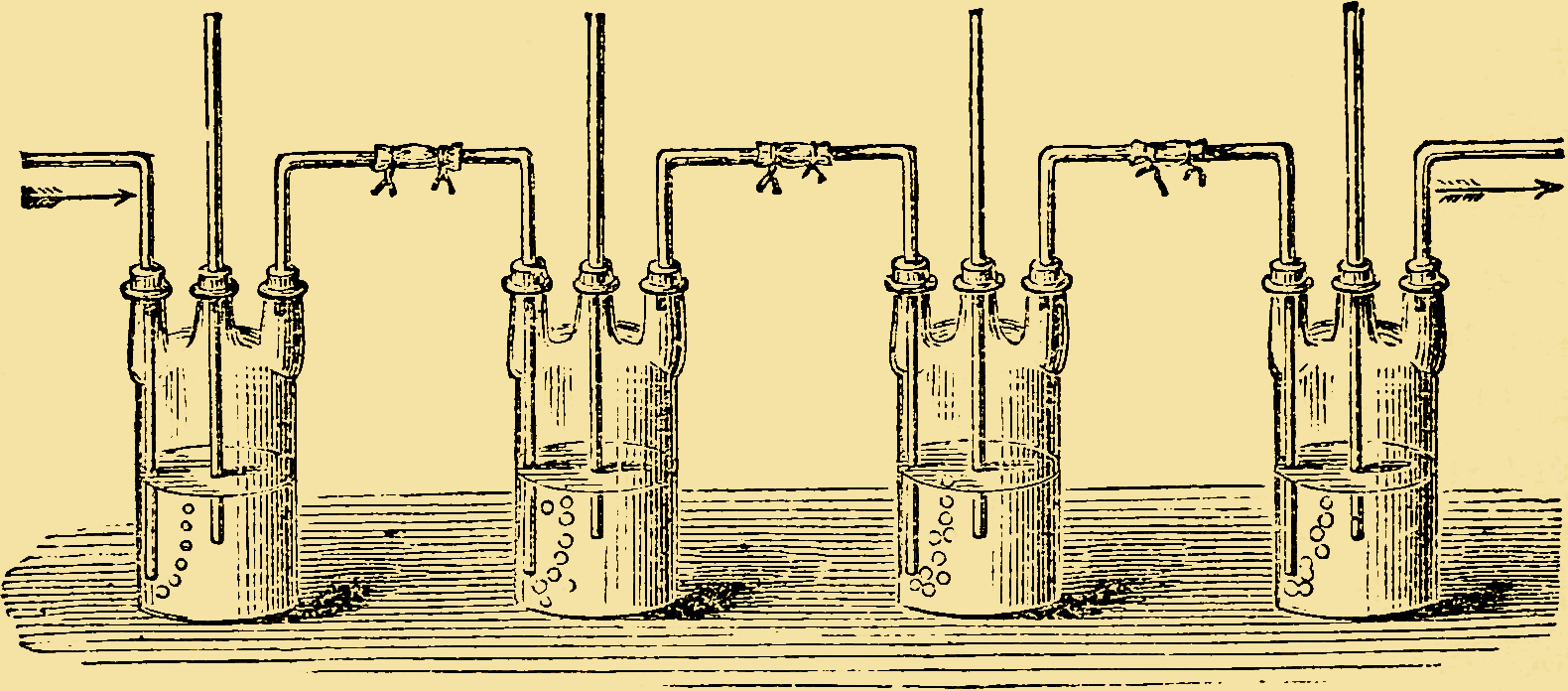
Bateria butli Woulfe’a do absorpcji HCl w wodzie w celu otrzymania kwasu solnego. Środkowe rurki pełnią funkcję zabezpieczenia przed nadmiernym wzrostem ciśnienia